# Bad Homburg Open 2023
Bad Homburg Open 2023, oficiálně Bad Homburg Open presented by Engel & Völkers 2023, byl tenisový turnaj na ženském profesionálním okruhu WTA Tour hraný v městském tenisovém klubu. Třetí ročník Bad Homburg Open probíhal mezi 25. červnem a 2. červencem 2023 v německém lázeňském městě Bad Homburg na otevřených travnatých dvorcích.
Turnaj dotovaný 259 303 eury patřil do kategorie WTA 250. Představoval závěrečnou přípravu na londýnský grandslam ve Wimbledonu. Nejvýše nasazenou singlistkou se stala polská světová jednička Iga Świąteková. Jako poslední přímá účastnice do hlavní soutěže nastoupila italská 73. hráčka žebříčku Sara Erraniová.  V důsledku invaze Ruska na Ukrajinu na konci února 2022 řídící organizace tenisu ATP, WTA a ITF s grandslamy rozhodly, že ruští a běloruští tenisté mohli dále na okruzích startovat, ale do odvolání nikoli pod vlajkami Ruska a Běloruska.
Čtvrtý singlový titul na okruhu WTA Tour, a první na trávě, vybojovala 27letá Češka Kateřina Siniaková. Zkompletovala tak trofeje ze všech povrchů. Čtyřhru ovládly Brazilka Ingrid Gamarrová Martinsová s Lidzijí Marozavovou, které společně vyhrály první turnaj.

## Rozdělení bodů a finančních odměn

### Rozdělení bodů
| Soutěž      | Soutěž      | vítězové | finalisté | semifinalisté | čtvrtfinalisté | 16 v kole | 32 v kole | Q  | Q1 |
| ----------- | ----------- | -------- | --------- | ------------- | -------------- | --------- | --------- | -- | -- |
| dvouhra žen | [ 3 ] [ 7 ] | 280      | 180       | 110           | 60             | 30        | 1         | 18 | 1  |
| čtyřhra žen | [ 8 ]       | 280      | 180       | 110           | 60             | 1         | —         | —  | —  |

### Finanční odměny
| Soutěž                                | Soutěž      | vítězové | finalisté | semifinalisté | čtvrtfinalisté | 16 v kole | 32 v kole | Q1      |
| ------------------------------------- | ----------- | -------- | --------- | ------------- | -------------- | --------- | --------- | ------- |
| dvouhra žen                           | [ 3 ] [ 7 ] | 29 760 € | 17 590 €  | 9 810 €       | 5 580 €        | 4 417 €   | 3 056 €   | 2 252 € |
| čtyřhra žen                           | [ 8 ]       | 10 820 € | 6 090 €   | 3 504 €       | 2 086 €        | 1 606 €   | —         | —       |
| částka ve čtyřhrách je uvedena na pár |             |          |           |               |                |           |           |         |

## Ženská dvouhra

### Nasazení
| Stát                            | Hráčka                   | WTA | Nasazení |
| ------------------------------- | ------------------------ | --- | -------- |
| Polsko                          | Iga Świąteková           | 1.  | 1.       |
|                                 | Ljudmila Samsonovová     | 15. | 2.       |
| Chorvatsko                      | Donna Vekićová           | 23. | 3.       |
| Egypt                           | Majar Šarífová           | 31. | 4.       |
| Kanada                          | Bianca Andreescuová      | 35. | 5.       |
| Čína                            | Ču Lin                   | 39. | 6.       |
| Itálie                          | Elisabetta Cocciarettová | 41. | 7.       |
| Francie                         | Varvara Gračovová        | 43. | 8.       |
|                                 | Anna Blinkovová          | 44. | 9.       |
| Žebříček WTA ke 19. červnu 2023 |                          |     |          |

### Jiné formy účasti

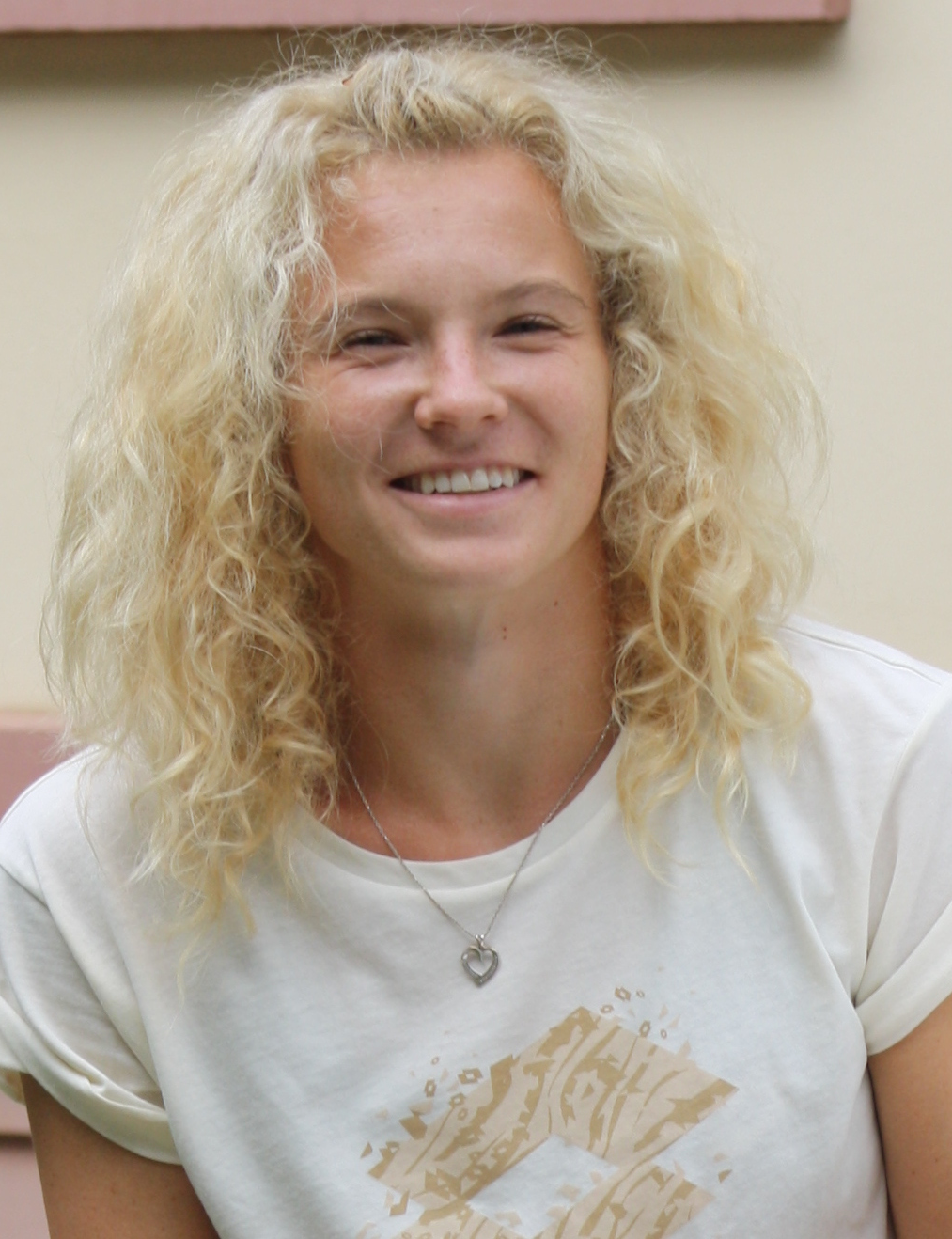
Vítězná Kateřina Siniaková

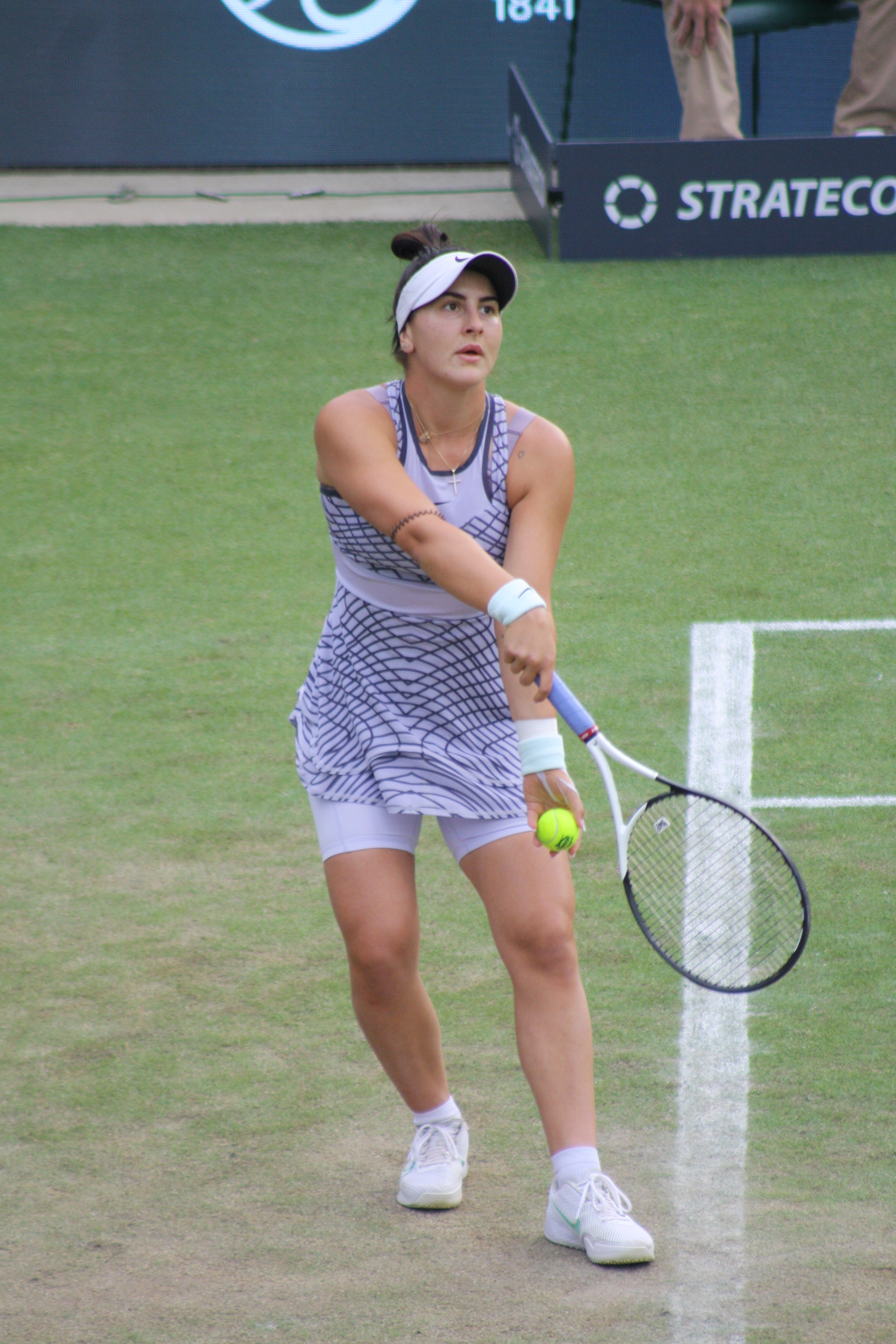
Bianca Andreescuová

Následující hráčky obdržely divokou kartu do hlavní soutěže:
- Anna-Lena Friedsamová
- Sonay Kartalová
- Sabine Lisická

Následující hráčky nastoupily pod žebříčkovou ochranou:
- Jaqueline Cristianová
- Jevgenija Rodinová

Následující hráčka nastoupila jako náhradnice:
- Emma Navarrová

Následující hráčky postoupily z kvalifikace:
- Kateryna Baindlová
- Claire Liuová
- Jil Teichmannová
- Maryna Zanevská

Následující hráčky postoupily z kvalifikace jako šťastné poražené:
- Lena Papadakisová
- Nadia Podoroská
- Katie Volynetsová

### Odhlášení
před zahájením turnaje
- Jekatěrina Alexandrovová → nahradila ji  Viktorija Tomovová
- Viktoria Azarenková → nahradila ji   Jevgenija Rodinová
- Anna Kalinská → nahradila ji  Emma Navarrová
- Alycia Parksová → nahradila ji  Lena Papadakisová
- Sloane Stephensová → nahradila ji  Rebeka Masárová
- Donna Vekićová → nahradila ji  Nadia Podoroská
- Ču Lin → nahradila ji  Katie Volynetsová

## Ženská čtyřhra

### Nasazení
| Stát                                                                        | Hráčka            | Stát        | Hráčka                  | WTA  | Nasazení |
| --------------------------------------------------------------------------- | ----------------- | ----------- | ----------------------- | ---- | -------- |
| Chile                                                                       | Alexa Guarachiová | Nový Zéland | Erin Routliffeová       | 88.  | 1.       |
|                                                                             | Jana Sizikovová   | Belgie      | Kimberley Zimmermannová | 90.  | 2.       |
| Slovensko                                                                   | Tereza Mihalíková | Japonsko    | Makoto Ninomijová       | 101. | 3.       |
| Ukrajina                                                                    | Nadija Kičenoková | Polsko      | Alicja Rosolská         | 107. | 4.       |
| Žebříček WTA ke 19. červnu 2023; číslo je součtem umístění obou členek páru |                   |             |                         |      |          |

### Jiné formy účasti
Následující páry obdržely divokou kartu:
- Sara Erraniová /  Nadia Podoroská
- Anna-Lena Friedsamová /  Vivian Heisenová

## Přehled finále

### Ženská dvouhra
- Kateřina Siniaková vs.  Lucia Bronzettiová, 6–2, 7–6(7–5)

### Ženská čtyřhra
- Ingrid Gamarrová Martinsová /   Lidzija Marozavová vs.  Eri Hozumiová /  Monica Niculescuová, 6–0, 7–6(7–3)